# Raúl Rolando Romero Feris
Raúl Rolando Romero Feris (n. 24 de noviembre de 1946, San Luis del Palmar, provincia de Corrientes), más conocido como “Tato” Romero Feris, es un empresario y político de Argentina. Fue sucesivamente Ministro de Hacienda y Finanzas de la provincia de Corrientes (1983-1987), Intendente de la ciudad de Corrientes (1989-1991), Gobernador de Corrientes (1993-1997) y nuevamente Intendente de la capital correntina (1997-1999). Fue fundador de la Sociedad Rural de San Luis del Palmar. En 2015 la Cámara del Crimen N.º 2 de Corrientes lo condenó a cuatro años y medio de prisión e inhabilitación perpetua para ejercer cargos públicos al exgobernador por el delito peculado, como intendente de la ciudad de Corrientes en 1998 y 1999. La misma sentencia recayó sobre quien fue su vice, Lucía Ortega, imputada por el mismo delito.

## Biografía
“Tato” es hijo de Juan Romero y Adela Feris, ambos de origen sirio-libanés. Su padre fue un importante empresario ganadero de la zona de San Luis del Palmar y fue fundador del diario “El Litoral” (primer periódico de la provincia de Corrientes) el 3 de mayo de 1960. Es sobrino del exgobernador correntino Julio Romero y del exvicegobernador Gabriel Feris, y hermano menor del también exgobernador José Antonio Romero Feris (“Pocho”). Su esposa Nora Lilian Nazar también fue Intendente de la ciudad de Corrientes, y después Diputada Provincial.

## Carrera política
Como afiliado al Partido Autonomista de Corrientes (PA), del cual su padre fuera un activo militante, Tato participó junto a su hermano Pocho en el proceso del retorno de la democracia en 1983, siendo uno de los estandartes más reconocidos del renovado Pacto Autonomista Liberal.
En 1993 accedió a la gobernación provincial, aunque su acercamiento al Gobierno Nacional del entonces presidente Carlos Saúl Menem, le valió su expulsión de las filas del PA, creando el Partido Nuevo (PaNu). Con esta agrupación, conseguiría acceder por segunda vez a la intendencia de la capital correntina en el año 1997.
Su esposa, Nora Lilian Nazar, el 14 de octubre de 2001 fue elegida como Intendente de la ciudad de Corrientes, representando al PaNu, cuyo mandato fue desde 2001 hasta 2005; y se desempeñó como Diputada Provincial por el PaNu (2007-2011) y senadora provincial 2013-2019).

## Controversias
Una serie de denuncias por importantes fraudes millonarios en las concreciones de obras públicas para la ciudad, sumado a una crisis institucional que derivó de una debacle en el sector de la educación provincial, terminaría desembocando en su destitución como intendente y en la Intervención Federal de la provincia de Corrientes, tras una serie de violentos hechos de sangre ocurridos en el Puente General Manuel Belgrano, conocidos como "la masacre del puente". Tras su destitución, Romero Feris debió hacer frente a un juicio por 60 causas abiertas en su contra, por mal desempeño en sus funciones y por enriquecimiento ilícito, tras lo cual fue sentenciado a prisión e inhibido de ejercer cargos públicos, una vez recuperada su libertad. Asimismo, debió enfrentar otro juicio por malversación de fondos y mal desempeño en la función pública, por lo cual recibió una pena en suspenso de 2 años y 4 meses de prisión más la inhabilitación perpetua a ejercer cargos públicos.
En 1991 el fiscal de Estado Carlos Dansey presentó varias denuncias para que se investigue a él y a Pedro Braillard Poccard por enriquecimiento ilícito y malversación de caudales públicos. También por violaciones de los deberes de funcionario público por designar como ministro de Salud de Schaerer, en abierta violación de la cláusula de impedimento constitucional ya que Scharer debía cumplir una pena de prisión por el delito de robo con violencia física.

## Carrera empresaria
Tato continúa con su tarea empresarial al frente de su empresa ganadera, como así también es propietario del periódico Diario Norte, fundado en la provincia del Chaco y que a partir de 2012 también fue presentado en la Corrientes, y de la emisora radial de Corrientes: Radio DOS. Asimismo, más allá de su inhibición a ejercer cargos públicos, continúa su carrera dirigencial dentro del PaNu.